# دوايت بارنت
دوايت بارنت (بالإنجليزية: Dwight Barnett)‏ هو لاعب كرة قدم جامايكي، ولد في 1 مارس 1982 في أبريشة سانت أندرو ‏ في جامايكا. لعب مع إمباكت مونتريال ونادي دوندالك.

## وصلات خارجية
- دوايت بارنت على موقع قاعدة بيانات كرة القدم.إي يو (الإنجليزية)